# Silvio (canción de Bob Dylan)
«Silvio» es una canción del músico estadounidense Bob Dylan, publicada en el álbum de estudio Down in the Groove. La canción es una de los dos temas, junto a «Ugliest Girl in the World», que Dylan coescribió con Robert Hunter, miembro del grupo Grateful Dead y letrista con quien volvió a colaborar veinte años después en gran parte del álbum Together Through Life (2009). La canción fue también publicada como primer y único sencillo promocional de Down in the Groove, con «Driftin' Too Far From Shore», del álbum Knocked Out Loaded (1986), como cara B. El sencillo alcanzó el puesto cinco en la lista estadounidense Mainstream Rock Tracks de Billboard, la máxima posición para un sencillo de Dylan en esta lista.

## Personal
- Bob Dylan: voz y guitarra
- Nathan East: bajo
- Mike Baird: batería
- Madelyn Quebec, Carolyn Dennis, Jerry Garcia, Bob Weir, Brent Mydland: coros

## Posición en listas
| País           | Lista                  | Posición |
| -------------- | ---------------------- | -------- |
| Estados Unidos | Mainstream Rock Tracks | 5        |